# Giovanni IV Malatesta de Sogliano
Giovanni IV Malatesta de Sogliano va ser un noble italià, comte de Sogliano.
Era fill de Giovanni III Malatesta, que segons Lita va morir després de 1442, i de Lucrezia Malatesta, del llinatge de Rímini i descendent de Gianciotto Malatesta. Està documentat en diversos dos documents de 1431 i 1438, identificat amb altres membres de la seva família. El 1446 el castell de Sogliano pel duc d'Urbino, Federico da Montefeltro, però gràcies a l'actuació dels seus parents de Rímini, els germans Sigismondo Pandolfo i Domenico Novello, el castell i les seves terres van ser restituïdes. Quan Giovanni va heretar-les del seu pare les va governar seguint l'exemple del seus predecessor i servint a Sigismondo en la lluita contra la ciutat de Fano.
Va tenir un fill anomenat Carlo, que va succeir-lo com a comte de Sogliano, però es desconeix qui és la seva mare. Segons Lita va prometre's primer amb Imperia Brancaleoni, filla d'Aimerico, senyor de Casteldurante, i mitjançant aquest matrimoni se li havien de concedir els castells de Sant Martino in Converseto i Pondo, però el casament no es va arribar a celebrar. Giovanni va casar-se en segones noces amb Isabella Visconti, filla de Lucchino Visconti i, segons Passerini, vídua de Galeotto Brancaleoni, senyor de Castel Durante. El 4 de desembre de 1452 apareix en un protocol de Sante d'Andrea, pel que se sap que era mort en aquella data.